# Onyx ORE-2
O ORE-2 foi o modelo da Onyx na temporada de 1990 da F1. Foi guiado por Jyrki Järvilehto e Gregor Foitek.
http://b.f1-facts.com/ul/a/1993